# Championnat du Népal de football 2006-2007
Navigation
Saison précédente Saison 2010
La saison 2006-2007 du Championnat du Népal de football est la trente-septième édition de la Martyr's Memorial ANFA A Division League, le championnat de première division au Népal. Les quatorze formations de la capitale, Katmandou, sont réunies au sein d'une poule unique où elles s'affrontent deux fois au cours de la saison. Les deux derniers du classement final sont relégués. Toutes les rencontres sont disputées au Stade Dasarath Rangasala. 
C'est le Mahendra Police Club qui remporte la compétition cette saison après avoir terminé en tête du classement final, avec deux points d'avance sur Tribhuvan Army Club et huit sur le Three Star Club. Il s'agit du tout premier titre de champion du Népal de l'histoire du club.

## Les clubs participants
- New Road Team
- Manang Marsyangdi Club
- Rani Pokhari Corner Team
- Friends Club
- Jawalakhel Youth Team
- Sankata Boys Sports Club
- Boys Union Club
- Saraswoti Youth Club - Promu de D2
- Machhindra Bahal Club
- Armed Police Force Team
- Brigade Boys Club
- Tribhuvan Army Club
- Mahendra Police Club
- Three Star Club

## Compétition
Le barème de points servant à établir le classement se décompose ainsi :
- Victoire : 3 points
- Match nul : 1 point
- Défaite : 0 point

### Classement
| Rang | Équipe                   | Pts | J  | G  | N | P  | Bp | Bc | Diff |
| ---- | ------------------------ | --- | -- | -- | - | -- | -- | -- | ---- |
| 1    | Mahendra Police Club     | 65  | 26 | 20 | 5 | 1  | 47 | 17 | +30  |
| 2    | Tribhuvan Army Club      | 63  | 26 | 20 | 3 | 3  | 63 | 21 | +42  |
| 3    | Three Star Club          | 57  | 26 | 18 | 3 | 5  | 57 | 27 | +30  |
| 4    | Manang Marsyangdi ClubT  | 55  | 26 | 17 | 4 | 5  | 75 | 21 | +54  |
| 5    | Armed Police Force Team  | 46  | 26 | 15 | 1 | 10 | 58 | 29 | +29  |
| 6    | Machhindra Bahal Club    | 39  | 26 | 12 | 3 | 11 | 41 | 38 | +3   |
| 7    | Friends Club             | 36  | 26 | 10 | 6 | 10 | 40 | 30 | +10  |
| 8    | New Road Team            | 35  | 26 | 10 | 5 | 11 | 31 | 36 | -5   |
| 9    | Sankata Boys Sports Club | 31  | 26 | 8  | 7 | 11 | 34 | 35 | -1   |
| 10   | Rani Pokhari Corner Team | 27  | 26 | 7  | 6 | 13 | 38 | 51 | -13  |
| 11   | Jawalakhel Youth Team    | 20  | 26 | 5  | 5 | 16 | 25 | 50 | -25  |
| 12   | Boys Union Club          | 18  | 26 | 5  | 3 | 18 | 29 | 66 | -37  |
| 13   | Saraswoti Youth ClubP    | 14  | 26 | 3  | 5 | 18 | 24 | 81 | -57  |
| 14   | Brigade Boys Club        | 10  | 26 | 2  | 4 | 20 | 26 | 86 | -60  |

|  | Qualification pour la Coupe du président de l'AFC 2007 |
|  | Relégation en deuxième division                        |
|  | T : Tenant du titre P : Promu de deuxième division     |

## Bilan de la saison
| Championnat du Népal de football 2006-2007           |                                  |
| Champion                                             | Mahendra Police Club (1er titre) |
| Qualifications continentales                         |                                  |
| Coupe du président de l'AFC 2007                     | Mahendra Police Club             |
| Promotions et relégations                            |                                  |
| Promus en Martyr's Memorial ANFA A Division League   | Aucun                            |
| Relégués en Martyr's Memorial ANFA B Division League | Saraswoti Youth Club             |
| Relégués en Martyr's Memorial ANFA B Division League | Brigade Boys Club                |